# Relaciones España-Orden de Malta
Las relaciones España-Orden de Malta son las relaciones exteriores entre el Reino de España y la Soberana Orden Militar y Hospitalaria de San Juan de Jerusalén, de Rodas y de Malta. La Orden de Malta, es una orden religiosa católica fundada en Jerusalén en el siglo XI. En la actualidad es reconocida internacionalmente por las naciones como un sujeto de derecho internacional. Su sede central se encuentra en la ciudad de Roma, Italia, en la vía dei Condotti, cerca de la plaza de España.

## Relaciones históricas
La Orden de Malta mantiene relaciones diplomáticas con España desde el año 1970. Desde entonces cinco embajadores han representado a la Orden en España. Aunque algunas fuentes fechan el inicio de las relaciones en 1938.
La Reina Isabel II, mediante Real Decreto de 26 de julio de 1847, convirtió la Orden en condecoración civil, figurando en el escalafón después del Toisón de Oro y antes de la Cruz de Carlos III y la de Isabel la Católica. La pérdida de su carácter soberano e internacional se consolida con la firma el 16 de mayo de 1851 del Concordato entre el Estado español y la Santa Sede, en cuyo artículo 11 se suspendía la jurisdicción eclesiástica de la Orden, que debía someterse desde entonces a los Ordinarios de las respectivas diócesis. Consecuencia de este Concordato es el Real Decreto de 28 de octubre de 1851 en que se fijaron las nuevas condiciones requeridas para ser nombrado caballero, aboliéndose las pruebas de nobleza. El 4 de septiembre de 1885, en el que mediante un Decreto de seis artículos la Orden de Malta recobra su carácter independiente de la Corona, volviendo los caballeros españoles a reintegrarse a la obediencia del Gran Maestre, residente en Roma.
La Orden de Malta, por iniciativa de su Gran Maestre, intentó establecer relaciones diplomáticas con España hacia 1922. Este intento sería desarrollado por el embajador extraordinario y ministro plenipotenciario de la Orden en Viena y el caballero de la Orden Fischer, quienes se dirigieron, previo conocimiento del Nuncio de la Santa Sede en España y el ministro de Asuntos Exteriores español, al representante de España en Berna. Los contactos emprendidos no tuvieron éxito y las relaciones diplomáticas no se establecieron. El tramo final para el establecimiento de relaciones diplomáticas entre España y la Orden de Malta se inicia el 20 de diciembre de 1937, momento en que la Orden reconoce al Gobierno de Francisco Franco, en Burgos. En 1948 las relaciones diplomáticas se establecerán a nivel de embajada con D. Joaquín Ruiz Jiménez.
En diciembre de 2015 Felipe VI recibió al gran maestre de la orden de Malta, Matthew Festing, por primera vez en España.
Jean-Marie Musy es el actual Embajador y presentó sus credenciales ante el Rey de España el 19 de septiembre del 2003. La tarea principal de la Embajada es de representar la Orden de Malta en todos los aspectos diplomáticos y políticos. La misión actual está compuesta por un embajador extraordinario y plenipotenciario, jefe de la misión diplomática, un ministro consejero (siendo actualmente archiduque Maximiliano de Habsburgo) y un secretariado.

## Relaciones diplomáticas
La Orden de Malta mantiene relaciones bilaterales con 108 Estados en el mundo. Su actividad diplomática está estrechamente vinculada con su acción humanitaria.

### Orden de Malta España
La Orden de Malta España es un ente territorial en España de la Orden de Malta. Opera en el territorio español bajo la Fundación Hospitalaria de la Orden de Malta en España, una organización privada de naturaleza fundacional, de nacionalidad española, sin ánimo de lucro.